# Margarete Maschmann
Margarete Maschmann (geb. 1886 in Mainz; gest. 1978 ebenda) war eine deutsche Opernsängerin (Sopran).
Maschmann hatte nach ihrer Gesangsausbildung ihr erstes Engagement in der Spielzeit 1908/09 am Stadttheater Mainz. Ihre weiteren Bühnenstationen waren das Theater Krefeld (1909–1911), das Stadttheater Basel (1911–1914), das Stadttheater Essen (1916–1921) und das Stadttheater Bremen (1921–1925). In der Spielzeit 1925/26 sang sie am Opernhaus Leipzig; anschließend war sie 1926–1928 fest am Landestheater Braunschweig engagiert. Ihr letztes Bühnenengagement hatte sie 1928–1932 am Stadttheater Dortmund; danach gab sie ihre Karriere auf.
Maschmann sang ein breites Repertoire, das insbesondere das jugendlich-dramatische Sopranfach umfasste, aber auch Partien des Charaktersoprans enthielt. Zu ihren Partien gehörten: Donna Elvira (Don Giovanni), Agathe (Der Freischütz), Berthalda (Undine), die Titelrolle in Salome, Octavian (Der Rosenkavalier), Chrysothemis (Elektra), Kaiserin (Die Frau ohne Schatten) und die Titelpartie der Oper Mona Lisa. Im italienischen Fach sang sie u. a. die Forza-Leonore, Aida und Santuzza (Cavalleria rusticana), im slawischen Repertoire die Titelrolle in Jenůfa. Weiters galt sie als bekannte Wagner-Interpretin mit Rollen wie Tannhäuser-Elisabeth, Elsa (Lohengrin), Fricka (Der Ring des Nibelungen) und Kundry (Parsifal).
Sie war verheiratet mit dem Schauspieler Kurt Uhlig (1887–1943). Ihre gemeinsame Tochter war die Schauspielerin Anneliese Uhlig (1918–2017). Das Paar lebte nur kurz zusammen; nach dem Ersten Weltkrieg kam es zur Trennung. 
Marschmann lebte nach dem Ende ihrer Bühnenkarriere zunächst in Potsdam, ab Mitte der Dreißigerjahre dann gemeinsam mit ihrer Tochter in Berlin, wo sie ab 1940 zeitweise auch die Betreuung und Erziehung ihres Enkelsohns übernahm. Ostern 1945 verließ sie Berlin in Richtung Westen. In ihren letzten Lebensjahren lebte sie in ihrer Geburtsstadt Mainz in einem Altenheim.  